# Nomada hungarica
Nomada hungarica is een vliesvleugelig insect uit de familie bijen en hommels (Apidae). De wetenschappelijke naam van de soort is voor het eerst geldig gepubliceerd in 1894 door Dalla Torre & Friese.